# Большая райская птица
Большая райская птица (лат. Paradisaea apoda) — птица отряда воробьинообразных из семейства райских птиц (Paradiseaidae).

## Название
Птица описана создателем биологической номенклатуры Карлом Линнеем, который и присвоил ей название лат. Paradisaea apoda, что  можно перевести как «безногая райская птица». Оба названия (родовое и видовое) имеют древнегреческие корни. Слово paradisaea является изменённой формой позднего латинского paradasisus, которое, в свою очередь, было заимствовано от греческого paradeisos, означающего место для удовольствий (известны и более глубокие корни этого слова). Видовое название apoda происходит от слова ἄπους (или ἄ-πους — безногий). Связано это было с тем, что первоначально шкурки птиц доставлялись в Европу лишённые конечностей — жители Новой Гвинеи и Молуккских островов, где эта птица водится, предварительно отрезали их конечности и использовали в качестве украшений. В Европе это привело к возникновению ошибочного мнения о том, что эти ярко окрашенные птицы прилетают из рая и никогда не садятся на землю.

## Описание
Это самый крупный представитель рода «райские птицы» — размеры самцов без учёта длины хвоста могут достигать 43 сантиметров, самки же не больше 35 см. В окраске тоже наблюдается половой диморфизм — самцы в отличие от самок имеют яркую окраску.

## Ареал
Данный вид обитает в лесистых областях на юго-западе Новой Гвинеи (P. a. novaeguineae) и принадлежащих Индонезии островах Ару (P. a. apoda).

## Образ жизни
Рацион в основном состоит из фруктов, семян и мелких насекомых. Вид включён в Международную Красную книгу, однако статус оценивается как находящийся под наименьшей угрозой.